# Royal Sluis

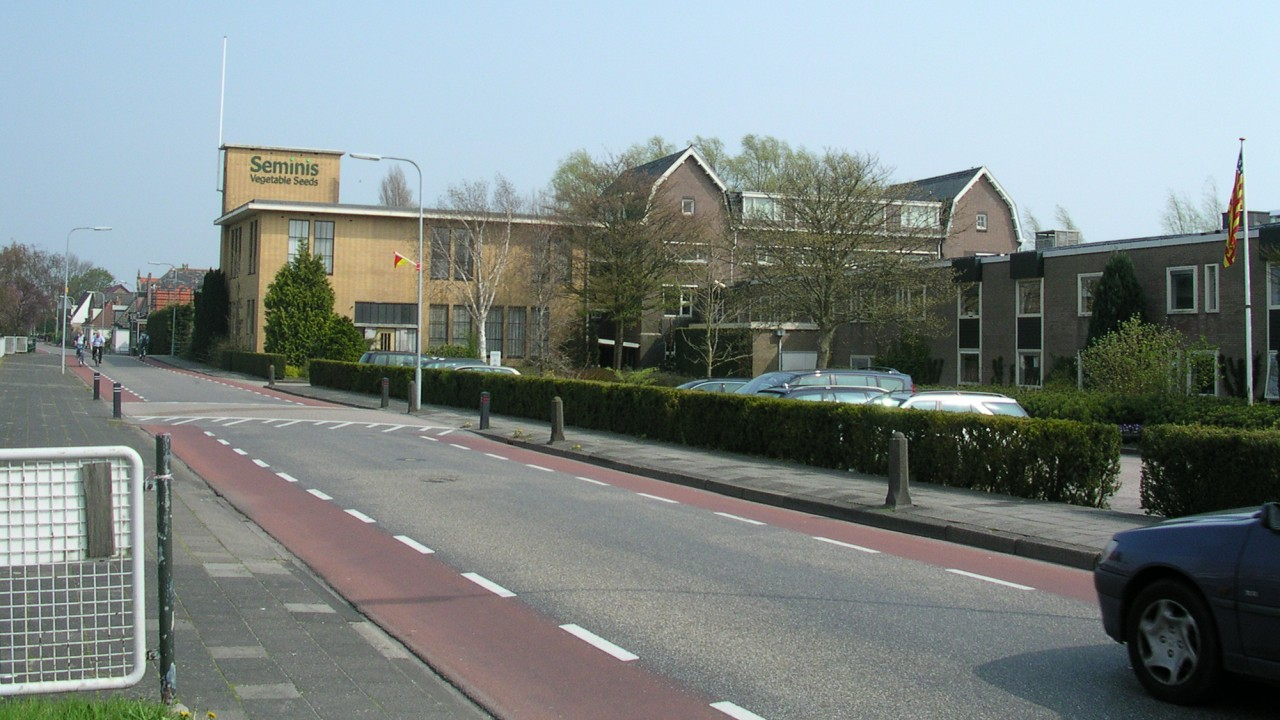
Gebouw van Seminis, voorheen Royal Sluis, aan het Westeinde

Koninklijke Zaaizaadbedrijven Gebroeders Sluis, beter bekend als Royal Sluis, was een Nederlands bedrijf dat zich bezighield met de productie en veredeling van zaden, en deze verhandelde. Het in Enkhuizen gevestigde bedrijf is tegenwoordig onderdeel van Seminis, een divisie van Monsanto.

## Ontstaan
Het bedrijf is, net als plaats- en branchegenoot Sluis & Groot, te herleiden tot Nanne Jansz. Groot, de pionier van de zaadhandel in West-Friesland. Een van zijn kleinzonen, Jacob Sluis, stapte een jaar na de oprichting uit de firma Sluis en begon samen met een jongere broer voor zichzelf. Onder de naam Gebroeders Sluis begonnen zij hun handel in Andijk. In 1878 vestigden zij zich aan het Westeinde in Enkhuizen, iets ten westen van Sluis & Groot.

## Neergang en overnames
In 1989 maakte het bedrijf een verlies van f 9 miljoen. Dit was het begin van een turbulente periode voor het bedrijf. De familie Sluis trok zich terug uit de directie maar bleef eigenaar, verschillende reorganisaties volgden maar de verliezen bleven oplopen, en ten slotte werd het bedrijf in 1994 overgenomen door Petoseed, een Amerikaans bedrijf. Daarbij gingen in totaal zo'n 200 van de 550 banen in Nederland verloren, door afslanking en verkoop van onderdelen. Het resulterende bedrijf hoorde tot de tien grootste zaadbedrijven ter wereld. Hierna volgde een overname door het Mexicaanse bedrijf Empresas Las Modernes, dat Petoseed, Royal Sluis, Bruinsma Seeds uit Honselersdijk,  Asgrow en Genecorp aankocht en onderbracht onder de naam Seminis. In 2005 werd Seminis voor ruim een miljard euro aangekocht door de biotechnologie- en landbouwmultinational Monsanto.